# 加藤耕山
加藤 耕山（かとう　こうざん、1876年(明治9年)1月6日 - 1971年(昭和46年)1月31日）は、明治から昭和を代表する禅僧。最初は曹洞宗であったが、臨済宗に転向した。しかし曹洞宗の4歳年下の沢木興道とは40年来、兄弟のような交わりであった。室号は是々庵。愛知県西加茂郡三好町の出身。世寿96歳。

## 生涯

### 出生から出家まで
1876年(明治9年)1月6日、愛知県西加茂郡三好町黒笹に、父加藤長蔵の三男（十人兄弟）として出生。名前は三治郎という。父親は、のちに名古屋に出て酒造業を営む。
1884年(明治17年)、実家では尋常小学校3年まで通った。そして名古屋市守山にある曹洞宗大永寺の小僧となる。僧名は徳成。師匠は、土屋哲成で、厳格であった。1893年(明治26年)、一時実家に帰り漢籍の勉強をした。1894年(明治27年)には名古屋市守山の曹洞宗常雲寺で住職となる。1895年(明治28年)から、東京哲学館（現・東洋大学）で3年間学ぶ。

### 円覚寺居士林から正眼僧堂まで
1897年(明治30年)、鎌倉円覚寺居士林で釈宗演に参禅した。そして短期間の間に見性したといわれる。1902年(明治35年)名古屋の古本屋を歩いて、道元の『正法眼蔵随聞記』を見つけ、坐禅で行することを決意し、常雲寺を弟弟子にゆずって寺を放棄して外に出た。その足で洞宗令聡のいる岐阜県加茂郡伊深村（現・美濃加茂市)の正眼寺に向かい、僧堂に入る。5年間在錫した。

### 不動尊と観音堂での独接心時代
1906年(明治39年)、現在の関市にある迫間不動に3年余り籠って独接心。木の芽、木の実を摘んで食料にした。さらに次は瀬戸内海の小豆島に渡り2、3年と島の東南部坂手村（現・小豆島町）の岬にある観音堂で独接心を続けた。
1912年(明治45年)、松阪市の養泉寺から出講した水野長英が主宰する永平寺の眼蔵会に参じて一年あまり留る。1913年(大正2年)、水野長英に誘われて松阪の養泉寺僧堂の雲衲指導のため掛錫。ここで単頭をしていた沢木興道を知る。これ以後、沢木興道とは40年来の交友が続く。そして先輩の戸頃寛量に、福岡県久留米市の梅林寺にいた東海玄達（猷禅）の下での参禅をすすめられた。

### 梅林僧堂時代と九州時代
1914年(大正3年)9月19日、梅林寺僧堂の東海玄達を訪ねて僧堂に掛塔。しかし既に玄達は隠居しており、新命の東海東達（瞎禅）に参じた。1919年(大正8年)2月18日、梅林僧堂を暫暇。東海東達の命により久留米市八軒家の小庵である穂徳寺の住職となる。こののち15年間、東海東達に通参し嗣法する。
1931年(昭和6年)、東海東達の命令で、大牟田市に一カ寺建立のため4年間過ごす。1932年(昭和7年)、師匠の東海東達が妙心寺管長に就任したこともあり、1934年(昭和9年)5月には、大牟田を引きあげ。同年12月8日、東京都西多摩郡（現・あきる野市）にある建長寺派八等地徳雲院に入る。20年間も無住で荒れ寺だった。

### 徳雲院から遷化まで
1935年(昭和10年)、このころ目黒絶海、田辺峨山、東海玄照、塚田耕雲らの雲衲が次々に参集した。以後三十余年、訪ねてくる修行者とともに作務、托鉢、坐禅の清算の求道生活を送る。
1950年(昭和25年)夏、柳瀬有禅が初めて加藤耕山に相見参禅する。1955年(昭和30年)8月、長野県佐久市の正安寺大梅道場第一回参禅会で居士を接得する。以後、亡くなるまで続けた。この年、富士山に登頂。
1971年(昭和46年)1月31日、卒塔婆を書き終えて遷化。

## 法嗣弟子
- 柳瀬有禅 - (1916年に臨済宗皎円寺住職・法燈禅林師家)